# Росляков, Алексей Александрович
Алексей Александрович Росляков (1923—1991) — генерал-майор Советской Армии (22.02.1979), участник Великой Отечественной войны, Герой Советского Союза (1944).

## Биография
Алексей Росляков родился 7 августа 1923 года в селе Большие Избищи (ныне — Лебедянский район Липецкой области). После окончания восьми классов школы и ремесленного училища работал на заводах. В 1941 году Росляков был призван на службу в Рабоче-крестьянскую Красную Армию. С августа того же года — на фронтах Великой Отечественной войны. В 1943 году Росляков окончил Горьковское танковое училище.
К октябрю 1943 года лейтенант Алексей Росляков командовал танком 63-го танкового батальона 108-й танковой бригады 9-го танкового корпуса Белорусского фронта. Отличился во время битвы за Днепр. 28 октября — 1 ноября 1943 года экипаж Рослякова принимал участие в боях за захват и удержание плацдарма на западном берегу Днепра в районе деревни Лепняки Лоевского района Гомельской области Белорусской ССР. Несмотря на то, что танк был подбит, Росляков с товарищами три дня отражал немецкие контратаки, уничтожив 5 танков и около 40 солдат и офицеров противника.
Указом Президиума Верховного Совета СССР «О присвоении звания Героя Советского Союза генералам, офицерскому, сержантскому и рядовому составу Красной Армии» от 15 января 1944 года за «образцовое выполнение боевых заданий командования на фронте борьбы с немецкими захватчиками и проявленными при этом отвагу и геройство» лейтенант Алексей Росляков был удостоен высокого звания Героя Советского Союза с вручением ордена Ленина и медали «Золотая Звезда» за номером 2657.
После окончания войны Росляков продолжил службу в Советской Армии. В 1947 году он окончил Военную академию бронетанковых и механизированных войск, в 1953 году — Военную академию имени М. В. Фрунзе. Начальник кафедры истории военного искусства Военно-политической академии им. В. И. Ленина (1953—1986). В 1986 году в звании генерал-майора Росляков был уволен в запас. 

Могила Рослякова на Кунцевском кладбище Москвы.

Проживал в Москве. Скончался 26 февраля 1991 года, похоронен на Кунцевском кладбище Москвы (12 уч.).
Был также награждён орденами Красного Знамени, Отечественной войны 1-й степени, Красной Звезды, «За службу Родине в Вооружённых Силах СССР» 3-й степени, рядом медалей.